# O Rei da Noite
O Rei da Noite é um filme brasileiro de 1975, do gênero drama, dirigido por Hector Babenco. Por sua atuação, Paulo José fora premiado no 9º Festival de Cinema de Brasília. 
Em agosto de 2021, a Versátil Home Vídeo iniciou no Brasil a pré-venda, em parceria com a Europa Filmes e a HB Filmes, da edição do filme com uma nova restauração que será vendida no box Babenco Essencial - Edição Limitada apresentada em uma tiragem de mil cópias junto com mais dois filmes do diretor também restaurados em alta definição: O Beijo da Mulher Aranha e Pixote, a Lei do Mais Fraco. No mesmo ano, o filme também foi incluído na Coleção Hector Babenco - Edição Limitada em DVD junto com mais sete filmes do diretor.

## Sinopse
Tertuliano narra sua história desde a infância.Nasceu na década de 1920, numa família paulistana tradicional arruinada pela doença mental do pai, que se estendeu até sua total decadência senil. Quando jovem, se enamorara de Ana, também moça de família, mas o casamento não aconteceu porque os pais dela a internaram num sanatório por problemas de saúde (ela sofria de "sopro no coração"). Desiludido, Tertuliano vai estudar e trabalhar com o tio, mas logo abandona tudo e entra para a boemia paulistana; vive um caso com Pupi, prostituta e cantora de cabaré que se apresentava como "A rainha da noite". Ao mesmo tempo, ele conhece três irmãs filhas de Dona Sinhá, uma amiga da mãe, e acaba se casando com uma delas para tentar voltar a uma vida tranquila. Mas passa a sofrer com os ciumes, humilhações e inseguranças da esposa.[carece de fontes?]

## Elenco
- Paulo José...Tertuliano Jatobá da Silva("Tézinho")
- Marília Pêra...Pupi
- Vic Militello...Maria das Graças Gonçalves Almeida
- Isadora de Farias...Maria do Socorro Gonçalves Almeida
- Cristina Pereira...Maria das Dores Gonçalves Almeida
- Yara Amaral...Dona Imaculada (mãe de Tézinho)
- Márcia Real...Dona Sinhá
- Ivete Bonfá...Agripina
- Áurea Campos...Chica Boa
- Clemente Viscaíno (creditado como "Clemente Vascaíno" [2])...Chico
- Deivy Rose (creditada como "Deive Rose")...Prostituta
- Stella Freitas ...Prostituta
- Maria Eugênia de Domênico...Prostituta